# Lijst van voetbalinterlands Syrië - Tunesië
Deze lijst van voetbalinterlands is een overzicht van alle officiële voetbalwedstrijden tussen de nationale teams van Syrië en Tunesië. De landen speelden tot op heden acht keer tegen elkaar. De eerste ontmoeting was een wedstrijd tijdens de Arab Nations Cup 1963 op 7 april 1963 in Beiroet (Libanon). Het laatste duel, een groepswedstrijd tijdens de FIFA Arab Cup 2021, vond plaats in Al Khawr (Qatar) op 3 december 2021.

## Wedstrijden
| № | Plaats   | Datum             | Competitie                  | Wedstrijd       | Uitslag |
| - | -------- | ----------------- | --------------------------- | --------------- | ------- |
| 1 | Beiroet  | 7 april 1963      | Arab Nations Cup 1963       | Tunesië – Syrië | 1 – 0   |
| 2 | Napels   | 27 september 1963 | Middellandse Zeespelen 1963 | Tunesië − Syrië | 3 − 1   |
| 3 | İzmir    | 12 oktober 1971   | Middellandse Zeespelen 1971 | Tunesië − Syrië | 1 − 0   |
| 4 | Tripoli  | 13 augustus 1973  | Palestina Cup 1973          | Tunesië − Syrië | 4 − 1   |
| 5 | Tripoli  | 26 augustus 1973  | Palestina Cup 1973          | Tunesië − Syrië | 4 − 0   |
| 6 | Damascus | 7 oktober 1974    | Vriendschappelijk           | Syrië − Tunesië | 3 − 1   |
| 7 | Damascus | 19 december 1978  | Vriendschappelijk           | Syrië − Tunesië | 2 − 1   |
| 8 | Al Khawr | 3 december 2021   | FIFA Arab Cup 2021          | Syrië − Tunesië | 2 − 0   |

## Samenvatting
| Competitie                     | Totaal gespeeld | Winst Syrië | Gelijk | Winst Tunesië | Doelsaldo Syrië – Tunesië |
| ------------------------------ | --------------- | ----------- | ------ | ------------- | ------------------------- |
| FIFA Arab Cup                  | 1               | 1           | 0      | 0             | 2 − 0                     |
| Arab Nations Cup/Palestina Cup | 3               | 0           | 0      | 3             | 1 – 9                     |
| Middellandse Zeespelen         | 2               | 0           | 0      | 2             | 1 − 4                     |
| Vriendschappelijk              | 2               | 2           | 0      | 0             | 5 – 2                     |
| Totaal                         | 8               | 3           | 0      | 5             | 9 – 15                    |

SFA · A-internationals · Syrisch vrouwenelftal
1940 - 1949 · 
1950 - 1959 · 
1960 - 1969 · 
1970 - 1979 · 
1980 - 1989 · 
1990 - 1999 · 
2000 – 2009 · 
2010 – 2019 ·
2020 − 2029
Afghanistan ·
Algerije ·
Australië ·
Bahrein ·
Bangladesh ·
Cambodja ·
China ·
Cyprus ·
Egypte ·
Filipijnen ·
Griekenland ·
Guam ·
Haïti ·
Hongkong ·
India ·
Indonesië ·
Irak ·
Iran ·
Japan ·
Jemen ·
Jordanië ·
Kazachstan ·
Kirgizië ·
Koeweit ·
Laos ·
Libanon ·
Libië ·
Malediven ·
Maleisië ·
Marokko ·
Mauritanië ·
Mauritius ·
Myanmar ·
Nepal ·
Noord-Korea ·
Oezbekistan ·
Oman ·
Pakistan ·
Palestina ·
Qatar ·
Rusland ·
San Marino ·
Saoedi-Arabië ·
Singapore ·
Soedan ·
Sovjet-Unie ·
Sri Lanka ·
Tadzjikistan ·
Taiwan ·
Thailand ·
Tunesië ·
Turkije ·
Turkmenistan ·
Venezuela ·
Verenigde Arabische Emiraten ·
Vietnam ·
Wit-Rusland ·
Zuid-Jemen ·
Zuid-Korea ·
Zweden
FTF · A-internationals · Selecties · Bondscoaches · Tunesisch vrouwenelftal · Olympisch elftal · Tunesië U21 · Tunesië U20 · Tunesië U19 · Tunesië U18 · Tunesië U17
1950 – 1959 · 
1960 – 1969 · 
1970 – 1979 · 
1980 – 1989 · 
1990 – 1999 · 
2000 – 2009 · 
2010 – 2019 ·
2020 − 2029
WK 1978 · 
WK 1998 · 
WK 2002 · 
WK 2006 · 
WK 2018
OS 1960 · 
OS 1988 · 
OS 1996 · 
OS 2004
1957 · 
1958 · 
1959 · 
1960 · 
1961 · 
1962 · 
1963 · 
1964 · 
1965 · 
1966 · 
1967 · 
1968 · 
1969 · 
1970 · 
1971 · 
1972 · 
1973 · 
1974 · 
1975 · 
1976 · 
1977 · 
1978 · 
1979 · 
1980 · 
1981 · 
1982 · 
1983 · 
1984 · 
1985 · 
1986 · 
1987 · 
1988 · 
1989 · 
1990 · 
1991 · 
1992 · 
1993 · 
1994 · 
1995 · 
1996 · 
1997 · 
1998 · 
1999 · 
2000 · 
2001 · 
2002 · 
2003 · 
2004 · 
2005 · 
2006 · 
2007 · 
2008 · 
2009 · 
2010 · 
2011 · 
2012 · 
2013 · 
2014 · 
2015 · 
2016 ·
2017 ·
2018 ·
2019 ·
2020 ·
2021 ·
2022 ·
2023 ·
2024
Algerije ·
Angola ·
Argentinië ·
Australië ·
Bahrein ·
België ·
Benin ·
Bosnië en Herzegovina ·
Botswana ·
Brazilië ·
Bulgarije ·
Burkina Faso ·
Burundi ·
Canada ·
Centraal-Afrikaanse Republiek ·
Chili ·
China ·
Colombia ·
Comoren ·
Congo-Brazzaville ·
Congo-Kinshasa ·
Costa Rica ·
Denemarken ·
Djibouti ·
Duitse Democratische Republiek ·
Duitsland ·
Egypte ·
Engeland ·
Equatoriaal-Guinea ·
Ethiopië ·
Finland ·
Frankrijk ·
Gabon ·
Gambia ·
Georgië ·
Ghana ·
Guinee ·
Ierland ·
IJsland ·
Irak ·
Iran ·
Italië ·
Ivoorkust ·
Japan ·
Joegoslavië ·
Jordanië ·
Kaapverdië ·
Kameroen ·
Kenia ·
Koeweit ·
Kroatië ·
Letland ·
Libanon ·
Liberia ·
Libië ·
Madagaskar ·
Malawi ·
Mali ·
Malta ·
Marokko ·
Mauritanië ·
Mauritius ·
Mexico ·
Mozambique ·
Namibië ·
Nederland ·
Nieuw-Zeeland ·
Niger ·
Nigeria ·
Noorwegen ·
Oeganda ·
Oekraïne ·
Oman ·
Oostenrijk ·
Panama ·
Peru ·
Polen ·
Portugal ·
Qatar ·
Roemenië ·
Rusland ·
Rwanda ·
Saoedi-Arabië ·
Sao Tomé en Principe ·
Senegal ·
Servië en Montenegro ·
Seychellen ·
Sierra Leone ·
Slovenië ·
Soedan ·
Somalië ·
Sovjet-Unie ·
Spanje ·
Swaziland ·
Syrië ·
Tanzania ·
Togo ·
Tsjaad ·
Turkije ·
Uruguay ·
Verenigde Arabische Emiraten ·
Verenigde Staten ·
Wales ·
Wit-Rusland ·
Zambia ·
Zimbabwe ·
Zuid-Afrika ·
Zuid-Jemen ·
Zuid-Korea ·
Zweden ·
Zwitserland
België (2018) ·
Engeland (2018) ·
Oekraïne (2006) ·
Panama (2018) ·
Saoedi-Arabië (2006) · 
Spanje (2006)